# Greensleeves Records
Greensleeves Records ist ein englisches Plattenlabel. Es gilt als eines der bedeutendsten und wohl bekanntesten Labels der Reggae- und Dancehallszene. Am bekanntesten dürfte die Riddim-Serie mit dem Namen Greensleeves Rhythm Album sein, von der es über 90 Veröffentlichungen gibt. Auf dem Label haben die bekanntesten Größen aus dem Bereich Reggae, Roots-Reggae und Dancehall Songs und Alben veröffentlicht. Darunter Beenie Man, Eek-a-Mouse, Elephant Man, Gregory Isaacs, Mr. Vegas, Sizzla, Vybz Kartel und Yellowman. Das Label hat bis heute mehr als 25.000 Songs und mehr als 500 Alben veröffentlicht.

## Geschichte

### 1970er Jahre
Greensleeves Records wurde von den beiden Engländern Chris Cracknell und Chris Sedgwick im November 1975 als kleiner Laden für Reggaeschallplatten gegründet. Der erste Standort war im Stadtteil West Ealing in London.
1977, nach einem Standortwechsel nach Shepherd’s Bush, London, wurde das Greensleeves-Plattenlabel gegründet und zog erneut um. Diesmal nach Isleworth, Middlesex in London auf die St. John’s Road, wo sich bis heute (2010) die Kontaktadresse befindet. Gleichzeitig eröffneten die beiden Gründer ein Vertrieb mit Verkaufsstelle in New York, USA. Im selben Jahr veröffentlichte das neu gegründete Label kurz hintereinander die ersten zwei 7″-Singles. Diese stammten von dem jamaikanischen Reaggaesänger Dr. Alimantado. Der Name der ersten Single war Born For A Purpose, die darauf folgende hieß Where Is Jah. Wobei der erste Song ein großer Erfolg wurde. Ein Jahr später, 1978, erschien vom selben Künstler auch das erste Album des Labels mit dem Namen Best Dressed Chicken In Town. 1980 erschienen kurz hintereinander die ersten zwei Alben unter Vertrag auf dem Label. Das erste Album trug den Namen Original Rockers von Augustus Pablo. Danach erschien das Album Both Of Whom von Barrington Levy.

### 1980er Jahre
Anfang der 1980er Jahre begann in Jamaika der Dancehall populär zu werden und Greensleeves Records fing an, Musiker dieses Genres zu verpflichten. Darunter den jamaikanischen Musikproduzenten Henry „Junjo“ Lawes, einer der Pioniere des Dancehall. Zu dieser Zeit erschienen aber auch Alben von bekannten Reggaesängern. Darunter die frühen Werke von Black Uhuru, verschiedene Vokalalben (a cappella) von Wailing Souls und Alben von Freddie McGregor und Linval Thompson. Mitte der achtziger Jahre dann gab es fast kein Reggae- oder Dancehallkünstler, der nicht ein Album oder eine Single auf dem Label veröffentlicht hat. Viele bekannte Songs erschienen auf dem Label, darunter die Hits Wa Do Dem von Eek-a-Mouse, Zungguzungguguzungguzeng und neun andere Alben von Yellowman, Frankie Pauls früher Erfolg Pass The Tu-Sheng-Peng und Junior Reids Debütalbum Boom Shack A Lack.
Eine achtjährige Kampagne zur Unterstützung einheimischer Musiker endete mit Tippa Iries Hit von 1986 Hello Darling, der sich mehrere Wochen in den UK-Top 30 halten konnte. Ebenfalls große Erfolge genoss die Band Capital Letters aus Wolverhampton in England mit ihrem Songs Smoking My Ganja und President Amin, die beide in Spanien sehr erfolgreich waren, sowie Pato Banton aus London mit vielen seiner frühen Werke auf dem Label. Chart-Erfolge hatten auch das Duo Clint Eastwood & General Saint mit ihren Songs Another One Bites The Dust (Neun Wochen Platz 1 in den UK-Reggae Charts) und Stop That Train (Platz 3 in den Nationalen Charts der Niederlande).
1985 erschien mit dem Song Under Me Sleng Teng auf dem gleichnamigen Sleng Teng Riddim von Wayne Smith, der als erster Song dem Musikstil Ragga oder auch Raggamuffin zuzuordnen ist. Von da an waren die meisten, vornehmlich elektronisch produzierten Veröffentlichungen Ragga bzw. Raggamuffin-Songs. 1988 ging das Label eine Langzeitpartnerschaft mit dem jamaikanischen Musikproduzenten Augustus „Gussie“ Clarke ein, der viele Alben von Künstlern vertonte, wie z. B. Dennis Brown und Gregory Isaacs, dessen Single Rumours die meistverkaufte Reggae-Platte 1988 war. Mit diesen Songs, vor allem Under Me Sleng Teng, ist das Musikgenre Ragga/Raggamuffin entstanden. Greensleeves ist somit das erste Label, das Platten dieses Genres anbot. Die nächsten zwei Jahre dominierten Produktionen von Gussie den Dancehall- und Raggamarkt und er produzierte viele Riddims für Künstler wie Cocoa Tea, Shabba Ranks und der labeleigenen Sängerin Deborahe Glasgow.
In den späten 1980er Jahren übernahm Greensleeves Records die Lizenz des führenden US-Reggaelabels RAS Records, auf dem Songs u. a. von Black Uhuru (inklusive des UK-Top-50-Hits Great Train Robbery), Freddie McGregor und Israel Vibration erschienen. Einige Zeit lang übernahm Greensleeves den Vertrieb von weiteren US-Reggaelabels in Europa u. a. von VP Records, Heartbeat und Shanachie. Nach einigen Jahren trennte Greensleeves sich aber wieder von den anderen, um sich um mehr um das hauseigene Label zu kümmern. Ende der Achtziger veröffentlichte Greensleeves Records auch eine World-Music-Reihe, u. a. mit Songs von der Zouk-Band Kassav.

### 1990er Jahre
Im März 1993 erreichte der weltbekannte Hit Oh Carolina von Shaggy den ersten Platz der UK-Charts. In Deutschland, den Niederlanden und Belgien war der Song in der Top Ten. Dies war die bisher bekannteste Veröffentlichung des Labels und Greensleeves Records erfuhr weltweite Beachtung. 1995 erschien die Solodebüt-Single des jamaikanischen Deejays Elephant Man mit dem Titel Heng Them. Auch der ebenfalls aus Jamaika stammende Red Rat hatte 1997 mit seinem Album Oh No ... It's Red Rat sein Debüt. Das frühe Werk des Jamaikaners Sizzla mit dem Namen Woman & Child, welches massive Kritik erhielt, erschien ebenfalls auf dem Label. Sizzla veröffentlichte seine nächsten Alben in den Jahren 1999 (Royal Son of Ethiopia), 2000 (Bobo Ashanti) und 2001 (Rastafari Teach I Everything). Ende der Neunziger erreichten zwei weitere Greensleeves-Veröffentlichungen die UK-Charts. Beenie Man veröffentlichte seinen kommerziell erfolgreichen Hit Who Am I (Zim Zimma) 1998. Der Song erreichte Platz 10. Der ebenfalls aus Jamaika stammende Mr. Vegas hatte mit seiner Debüt-Single Heads High von 1999 erreichte Platz 16. Die Single war zu der Zeit die meistverkaufte Platte des Labels. Der Song bekam den MOBO Awards.

### 2000 – Bis Heute
Im Jahr 2000 feierte Greensleeves Records sein 25. Jubiläum. Passend dazu wurde ein Album unter dem Namen Greensleeve Classics veröffentlicht, das 25 remasterte Songs enthielt, die aus der seit 1983 bestehenden Greensleeve Sampler-Reihe stammten. Später wurde auch eine Reihe unter dem Namen Greensleeves Classics in regelmäßigen Abständen veröffentlicht. Seit dem Jahr 2000 wird die bekannte Reihe Greensleeves Rhythm Album veröffentlicht. Der erste Riddim unter diesem Namen war der Bellyas Riddim und wurde von zwanzig Deejays besungen bzw. betoastet. Weltweite Bekanntheit erlangte der Diwali Riddim auf dem Greensleeves Rhythm Album#24, der von mehr als 30 Deejays besungen bzw. betoastet wurde. 2003 erschien das Debüt-Album des Jamaikaners Vybz Kartel mit dem Namen Up 2 Di Time. 2006 wurde Greensleeves von der Zest Group PLC für eine halbe Million britische Pfund übernommen. 2008 verkauft die Firma Greensleeves Records für 3,1 Millionen britische Pfund weiter an VP Records, dem mittlerweile größten Label für Reggae und Dancehall. Präsident des Labels ist seit dem Olivier Chastan. Das Label bringt aber immer noch unter dem Namen Greensleeves Records eigene Veröffentlichungen heraus. 2010 hat Greensleeves Records sein 30-jähriges Bestehen gefeiert.

## Bekannte Künstler (Auswahl)
Admiral Tibett, Anthony B., Black Uhuru, Bounty Killer, Buju Banton, Capleton, Ce’Cile, Jah Cure, Dillinger, Tonton David, Elephant Man, Eek-a-Mouse, Chuck Fenda, Gregory Isaacs, Luciano Red Rat, Papa San, Sean Paul, Shaggy, Sizzla, Lady Saw, Cocoa Tea, Mr. Vegas, Warrior King, Wayne Wonder, Yellowman, Ziggy Marley

## Bekannte Veröffentlichungsreihen
- Greensleeves Classics (2000-20??)
- Greensleeves Rhythm Album (2000-20??)
- Greensleeves Sampler (1983–2000)
- The Biggest Ragga Dancehall Anthems (1999-20??)